# The Kids Are All Right
The Kids Are All Right, titulada Mi familia en Hispanoamérica, Los chicos están bien en España y Los niños están bien en México y Venezuela, es una comedia dramática estrenada el 9 de julio de 2010 en Estados Unidos y el 25 de febrero de 2011 en España. Está protagonizada por Annette Bening, Julianne Moore y Mark Ruffalo y fue dirigida por Lisa Cholodenko. Fue candidata a cuatro Premios Óscar, incluyendo mejor película, y ganó dos Premios Globo de Oro, incluyendo mejor película - comedia o musical.

## Argumento
Nic (Annette Bening) y Jules (Julianne Moore) son una pareja de lesbianas casadas, residente en California. Cada una ha dado a luz a un niño con el mismo donante de esperma. Nic, una obstetra, es el principal sostén y el pariente estricto, mientras que Jules, una ama de casa que está iniciando un negocio de diseño de paisaje, es más relajada.
El hijo menor, Laser (Josh Hutcherson), quiere encontrar a su donante de esperma, pero debe tener 18 años para hacerlo. Él pide a su hermana de 18 años de edad, Joni (Mia Wasikowska), ponerse en contacto con el banco de esperma y determinan que Paul (Mark Ruffalo) es el donante. Los tres se encuentran. Joni está impresionada por su estilo de vida bohemia, y Paul se entusiasma por estar en sus vidas. Joni y Laser juran guardar el secreto para no molestar a sus madres. Sin embargo, Jules y Nic lo averiguan e invitan a Paul a cenar. Cuando Jules revela que ella tiene un negocio de diseño de paisajes, Paul solicita sus servicios para arreglar su jardín. Jules está de acuerdo, pero a Nic no le gusta la idea.
Jules y sus hijos empiezan a pasar más tiempo con Paul, lo que ocasiona ciertos problemas a Nic. Más adelante Nic descubre la aventura de su esposa y pelean, Paul intenta convencer a Jules de crear una nueva familia, pero ella no acepta, haciéndole ver su falta de entendimiento sobre su familia. Paul es dejado atrás por Joni y su hermano. Las dos madres y sus hijos hacen las paces.

## Reparto
- Annette Bening como Nic.
- Julianne Moore como Jules.
- Mark Ruffalo como Paul.
- Mia Wasikowska como Joni.
- Josh Hutcherson como Laser.

## Recepción

### Respuesta de la crítica
Según la página de Internet Rotten Tomatoes obtuvo un 95% de comentarios positivos, llegando a la siguiente conclusión: "merece la pena tanto por estar bien interpretada por todo el reparto como por ser una declaración inteligente y cálida en los valores familiares, The Kids Are All Right es destacable". La revista Entertainment Weekly señaló: "Ninguna otra película de este año me ha dejado con tan plena sensación de satisfacción". Carlos Boyero escribió para El País que era "divertida y argumentalmente insólita". Según la página de Internet Metacritic obtuvo críticas positivas, con un 86%, basado en 39 comentarios de los cuales 35 son positivos.

### Premios

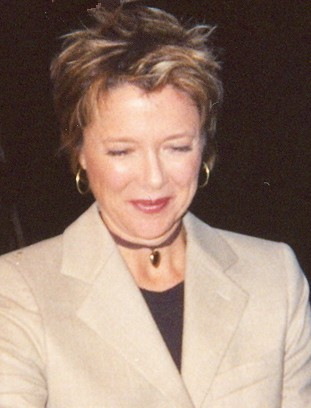
Annette Bening como Nic

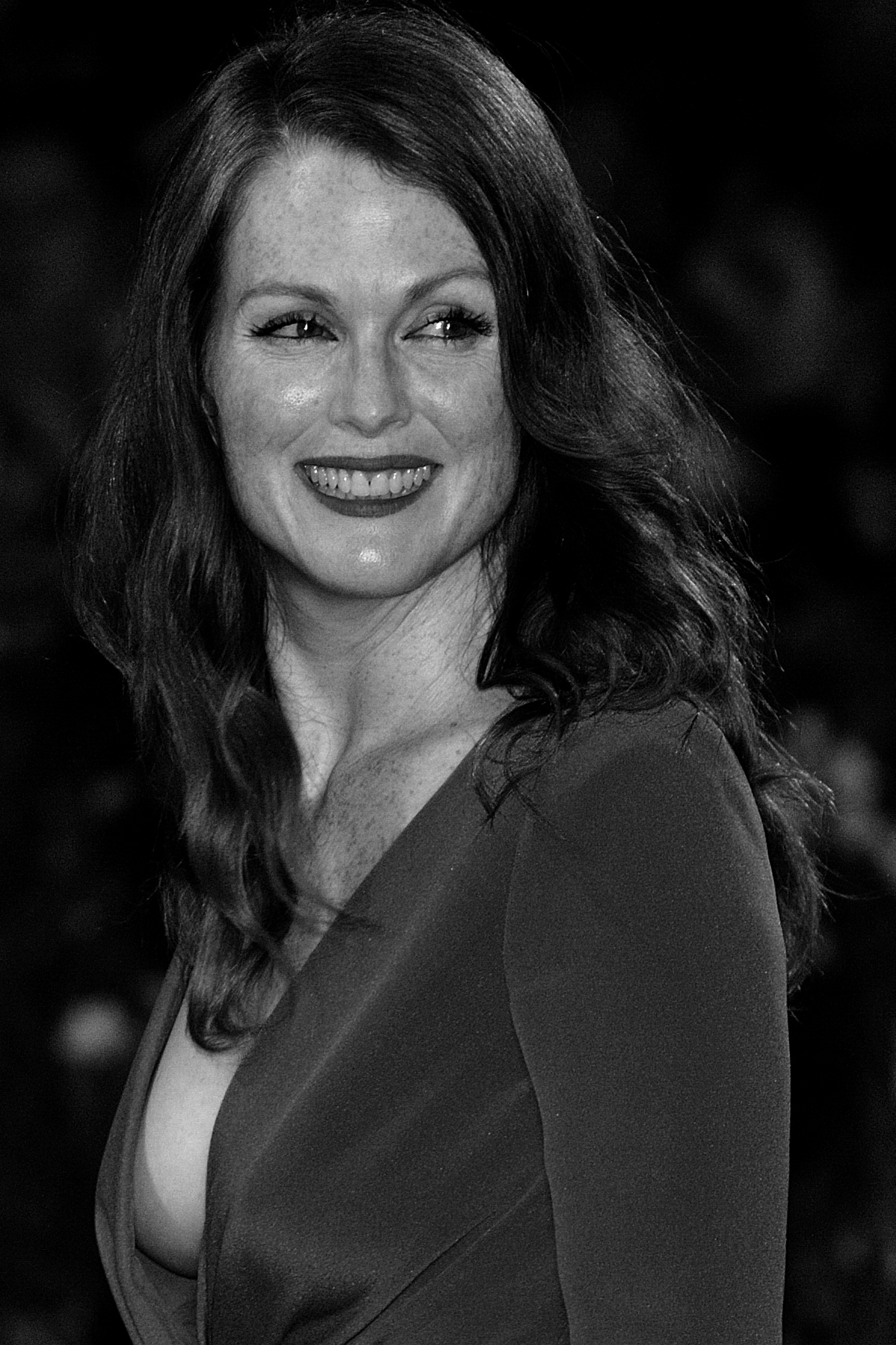
Julianne Moore como Jules

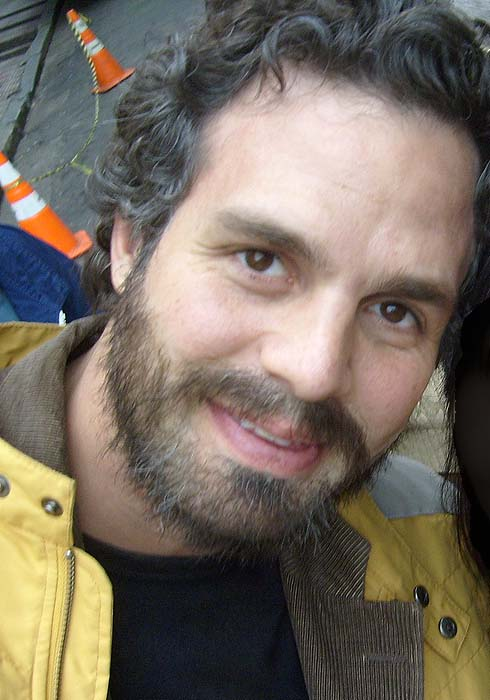
Mark Ruffalo como Paul

Óscar
| Año  | Categoría              | Persona(s)                      | Resultado  |
| ---- | ---------------------- | ------------------------------- | ---------- |
| 2011 | Mejor película         | Mejor película                  | Candidata  |
| 2011 | Mejor actriz           | Annette Bening                  | Candidata  |
| 2011 | Mejor actor de reparto | Mark Ruffalo                    | Candidato  |
| 2011 | Mejor guion original   | Lisa Cholodenko Stuart Blumberg | Candidatos |

Globos de Oro
| Año  | Categoría                          | Persona(s)                         | Resultado  |
| ---- | ---------------------------------- | ---------------------------------- | ---------- |
| 2011 | Mejor película - comedia o musical | Mejor película - comedia o musical | Ganadora   |
| 2011 | Mejor actriz - Comedia o musical   | Annette Bening                     | Ganadora   |
| 2011 | Mejor actriz - Comedia o musical   | Julianne Moore                     | Candidata  |
| 2011 | Mejor guion                        | Lisa Cholodenko Stuart Blumberg    | Candidatos |

Premios BAFTA
| Año  | Categoría              | Persona(s)                      | Resultado  |
| ---- | ---------------------- | ------------------------------- | ---------- |
| 2011 | Mejor actriz           | Annette Bening                  | Candidata  |
| 2011 | Mejor actriz           | Julianne Moore                  | Candidata  |
| 2011 | Mejor actor de reparto | Mark Ruffalo                    | Candidato  |
| 2011 | Mejor guion original   | Lisa Cholodenko Stuart Blumberg | Candidatos |

Premios del Sindicato de Actores
| Año  | Categoría              | Persona(s)     | Resultado  |
| ---- | ---------------------- | -------------- | ---------- |
| 2011 | Mejor actriz           | Annette Bening | Candidata  |
| 2011 | Mejor actor de reparto | Mark Ruffalo   | Candidato  |
| 2011 | Mejor reparto          | Mejor reparto  | Candidatos |

### Taquilla
Estrenada el 9 de julio de 2010 en siete pantallas estadounidenses, la película recaudó casi medio millón de dólares, con una media por sala de 70.000 dólares. Posteriormente se aumentó en número de salas en las que se exhibía hasta las 994, recaudando finalmente en Estados Unidos 20 millones. Sumando las recaudaciones internacionales la cifra asciende a 30 millones. El presupuesto estimado invertido en la producción fue de 4 millones.